# Tim Payne
Timothy John Payne (Auckland, Novi Zeland, 10. siječnja 1994.) novozelandski je nogometaš i nacionalni reprezentativac koji igra na poziciji desnog beka. Trenutačno igra za Wellington Phoenix.

## Karijera

### Klupska karijera
Payne je rođen u Aucklandu te je najprije igrao za lokalni Auckland City prije nego što je prešao u redove rivala Waitakere Uniteda. Timothy je u oba kluba osim u seniorskoj igrao i na juniorskoj razini. Tako je u Waitakere Unitedu bio jedna od važnih karika momčadi koja je 2011. osvojila juniorsko prvenstvo.
Nakon impresivnog nastupa na Svjetskom U17 prvenstvu 2011., Tim Payne je poslan na probu u redove engleskog Blackburn Roversa. Tamo je proveo nekoliko mjeseci trenirajući s momčadi kluba. Deset dana nakon 18. rođendana, igrač je s Blackburnom potpisao ugovor na 2,5 godine.

### Reprezentativna karijera
Timothy je za U17 reprezentaciju odigrao svih 90 minuta u svakoj od četiri utakmice Svjetskog prvenstva 2011. u Meksiku.
U siječnju 2012. je primio izbornikov poziv u novozelandsku reprezentaciju. Za seniorski sastav je debitirao 26. svibnja 2012. u prijateljskom susretu protiv Hondurasa. Payne je ušao u igru u 75. minuti kao zamjena za Lea Bertosa. Također, igrač je uvršten i u olimpijsku reprezentaciju za Olimpijadu u Londonu 2012.

## Vanjske poveznice
- Profil igrača na web stranici Blackburn Roversa  Arhivirana inačica izvorne stranice od 25. svibnja 2012. (Wayback Machine)
- Profil igrača  Arhivirana inačica izvorne stranice od 6. travnja 2015. (Wayback Machine)